# ردکار
latitudeردکارlongitudeردکار
ردکار (به انگلیسی: Redcar) یک شهرک در بریتانیا است که در انگلستان واقع شده‌است.

## نگارخانه

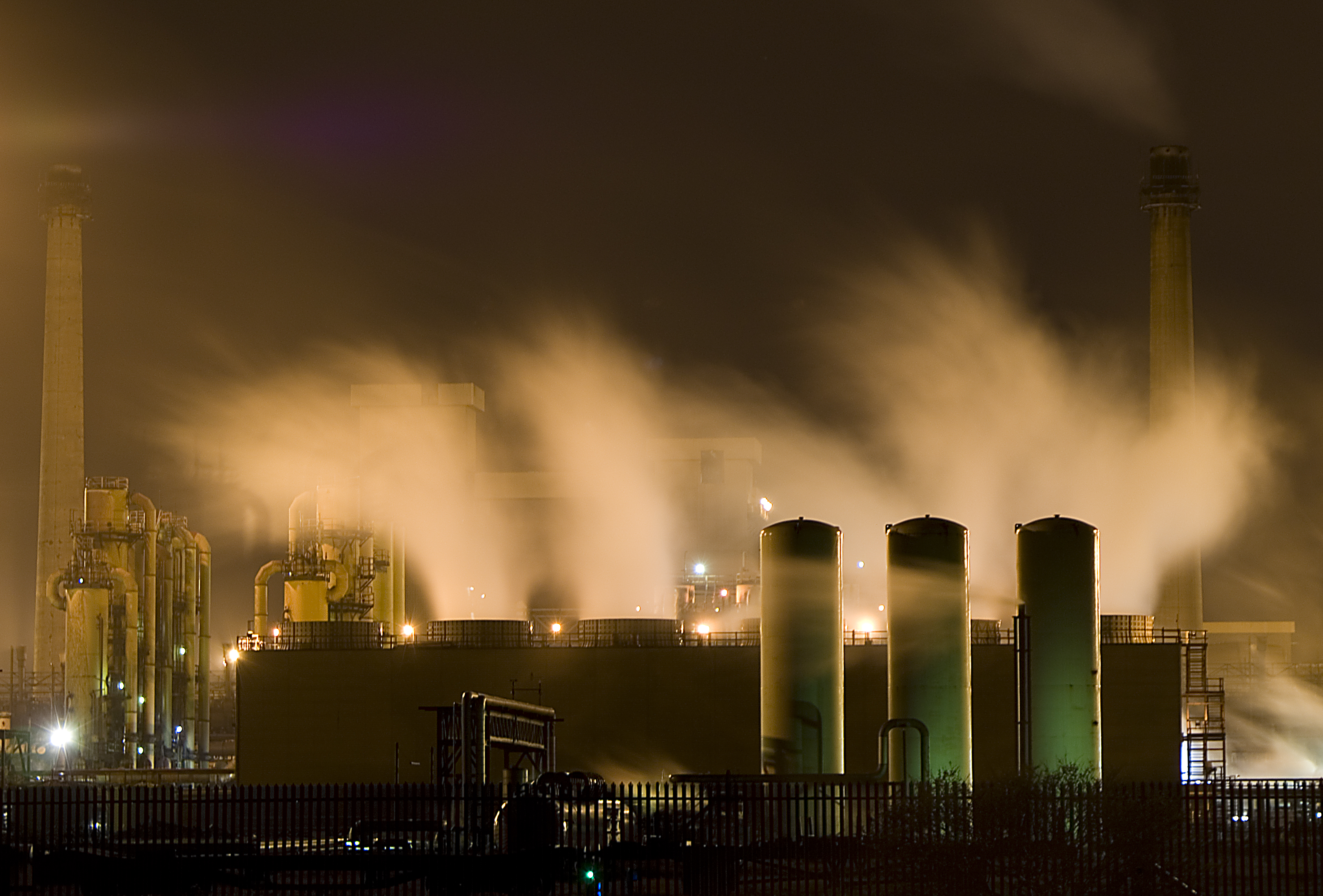
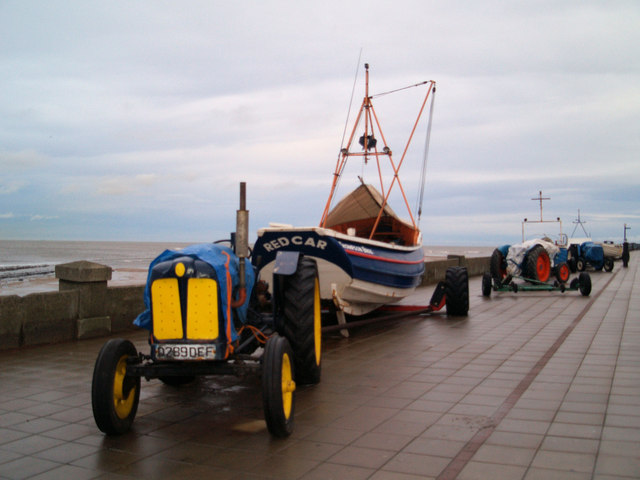

## خصوصیات
ردکار ۳۶٬۶۱۰ نفر جمعیت دارد.